# Арменіш (комуна)
Арменіш (рум. Armeniș) — комуна у повіті Караш-Северін в Румунії. До складу комуни входять такі села (дані про населення за 2002 рік):
- Арменіш (1391 особа) — адміністративний центр комуни
- Плопу (5 осіб)
- Сат-Бетрин (449 осіб)
- Суб-Марджине (235 осіб)
- Фенеш (638 осіб)

Комуна розташована на відстані 310 км на захід від Бухареста, 34 км на схід від Решиці, 104 км на південний схід від Тімішоари.

## Населення
За даними перепису населення 2002 року у комуні проживали 2718 осіб.
Національний склад населення комуни:
| Національність | Кількість осіб | Відсоток |
| -------------- | -------------- | -------- |
| румуни         | 2691           | 99,0%    |
| цигани         | 14             | 0,5%     |
| угорці         | 8              | 0,3%     |
| українці       | 4              | 0,1%     |
| італійці       | 1              | < 0,1%   |

Рідною мовою назвали:
| Мова       | Кількість осіб | Відсоток |
| ---------- | -------------- | -------- |
| румунська  | 2708           | 99,6%    |
| угорська   | 5              | 0,2%     |
| українська | 4              | 0,1%     |
| італійська | 1              | < 0,1%   |

Склад населення комуни за віросповіданням:
| Релігія            | Кількість осіб | Відсоток |
| ------------------ | -------------- | -------- |
| православні        | 2515           | 92,5%    |
| баптисти           | 113            | 4,2%     |
| римо-католики      | 8              | 0,3%     |
| п'ятдесятники      | 3              | 0,1%     |
| реформати          | 1              | < 0,1%   |
| не вказали релігію | 4              | 0,1%     |